# ژان-لوک ماستوپوی
ژان-لوک ماستوپوی (فرانسوی: Jean-Luc Masdupuy‎؛ زادهٔ ۱۴ آوریل ۱۹۶۹) دوچرخه‌سوار اهل فرانسه است.